# Баумане, Сигне
Си́гне Ба́умане (латыш. Signe Baumane; род. 7 августа 1964) — латвийская художница-аниматор, художница, иллюстратор и писательница, в настоящее время живёт и работает в Нью-Йорке. Член Академии кинематографических искусств и наук. Она также является педагогом, преподавала анимацию в Институте Пратта с 2000 по 2002 год.

## Ранние годы и образование
Сигне Баумане родилась в городе Ауце Латвийской ССР, детство провела в латвийском Тукумсе и на острове Сахалин. Литературную деятельность начала в 14-летнем возрасте.
В 1989 году окончила философский факультет Московского государственного университета.

## Личная жизнь
Была замужем за шведским аниматором Лассе Перссоном.

## Карьера
В 1989 году начала работать художницей-мультипликатором латвийской мультипликационной студии Dauka. Созданные Баумане мультипликационные рекламные ролики в течение нескольких лет показывались по местному телевидению.
В 1991 году она выпустила свой первый мультипликационный фильм «Ведьма и корова» для которого она была сценаристкаом, режиссёром, сценограф

ом и аниматором.
После двух лет работы в качестве иллюстратора детских книг в Москве, она вернулась к мультипликации, иллюстрации и сценографии в 1993 году в Риге. Она переехала в Нью-Йорк в сентябре 1995 года, стала сотрудничать с американским аниматором Биллом Плимптоном.
В 1998 году она возобновила свою работу как независимая художница-мультипликатор, создав несколько фильмов. Два из них, «Женщина» и «Ветеринар» были сделаны во время визитов в Латвию. Остальные были сделаны в Нью-Йорке.
Сигне Баумане инициировала и курировала ряд независимых анимационных программ и вместе с Патриком Смитом и Биллом Плимптоном стала организатором Square Footage Films, группы независимых нью-йоркских аниматоров, которые самостоятельно издавали и распространяли DVD-диски со своими работами.
Кроме мультипликации, Баумане является автором множества картин и скульптур , она также работала иллюстратором детских книг.
Её мультипликационные фильмы были показаны на фестивалях в Анси, Берлине, Оттаве, Венеции, на кинофестивалях «Трайбека» и «Сандэнс». Многие из её работ были удостоены наград.
В 2014 году вышел фильм Баумане «Камни в моих карманах» — это полнометражная автобиографическая мультипликационная лента, которая рассказывает о депрессии, преследовавшей три поколения женщин в её семье. «Камни в моих карманах» был выдвинут Латвией как «Лучший фильм на иностранном языке» к 87-й церемонии вручения премии «Оскар», но он не попал в число номинантов.